# Whitehall

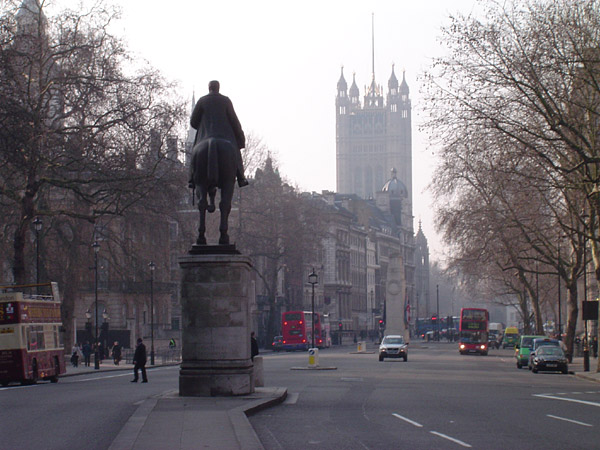
Whitehall, Blick südwärts Richtung Parlament

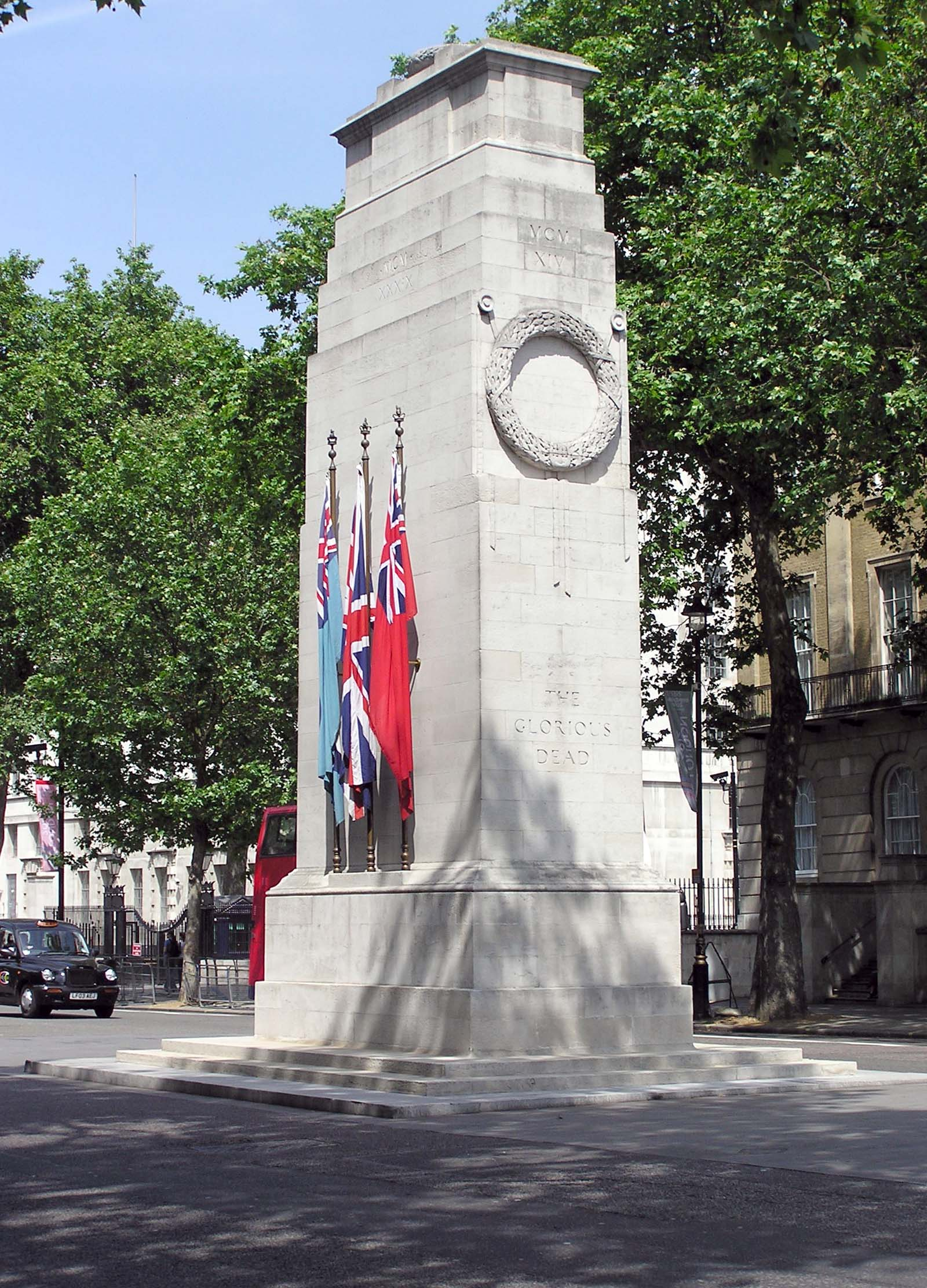
Kenotaph von Whitehall

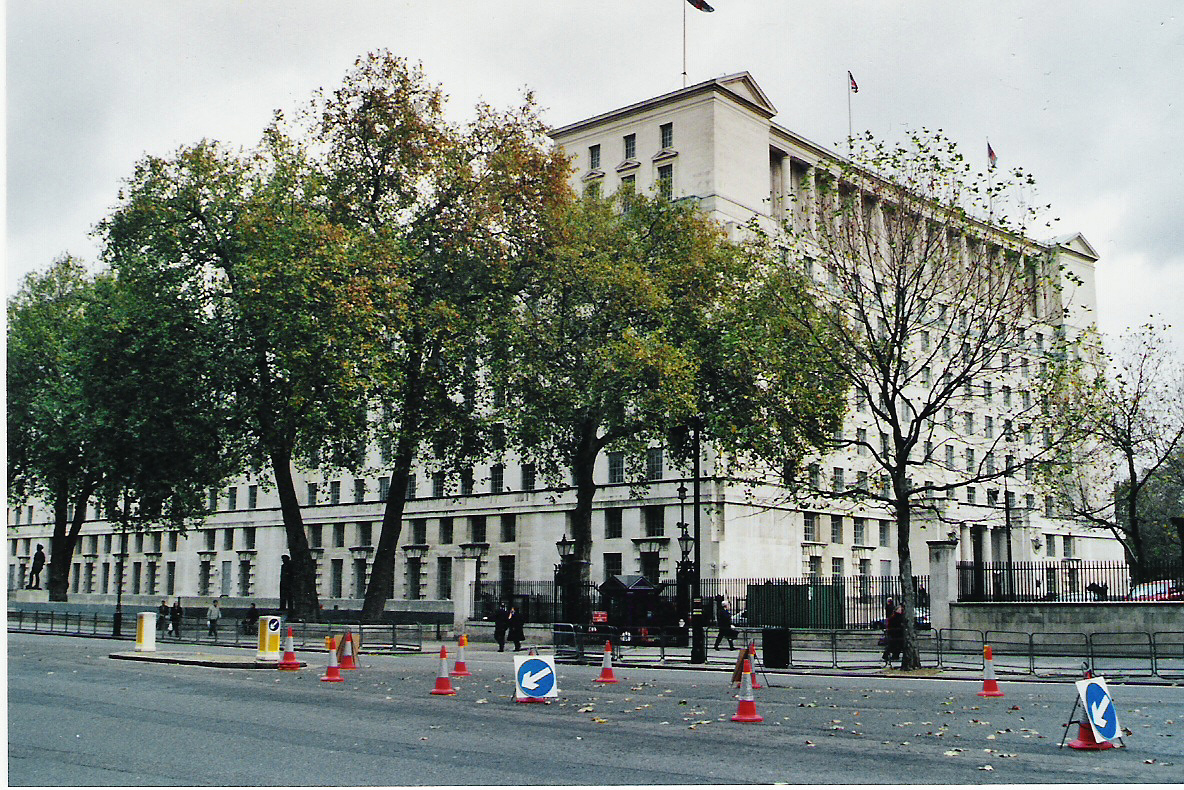
Verteidigungsministerium, Whitehall

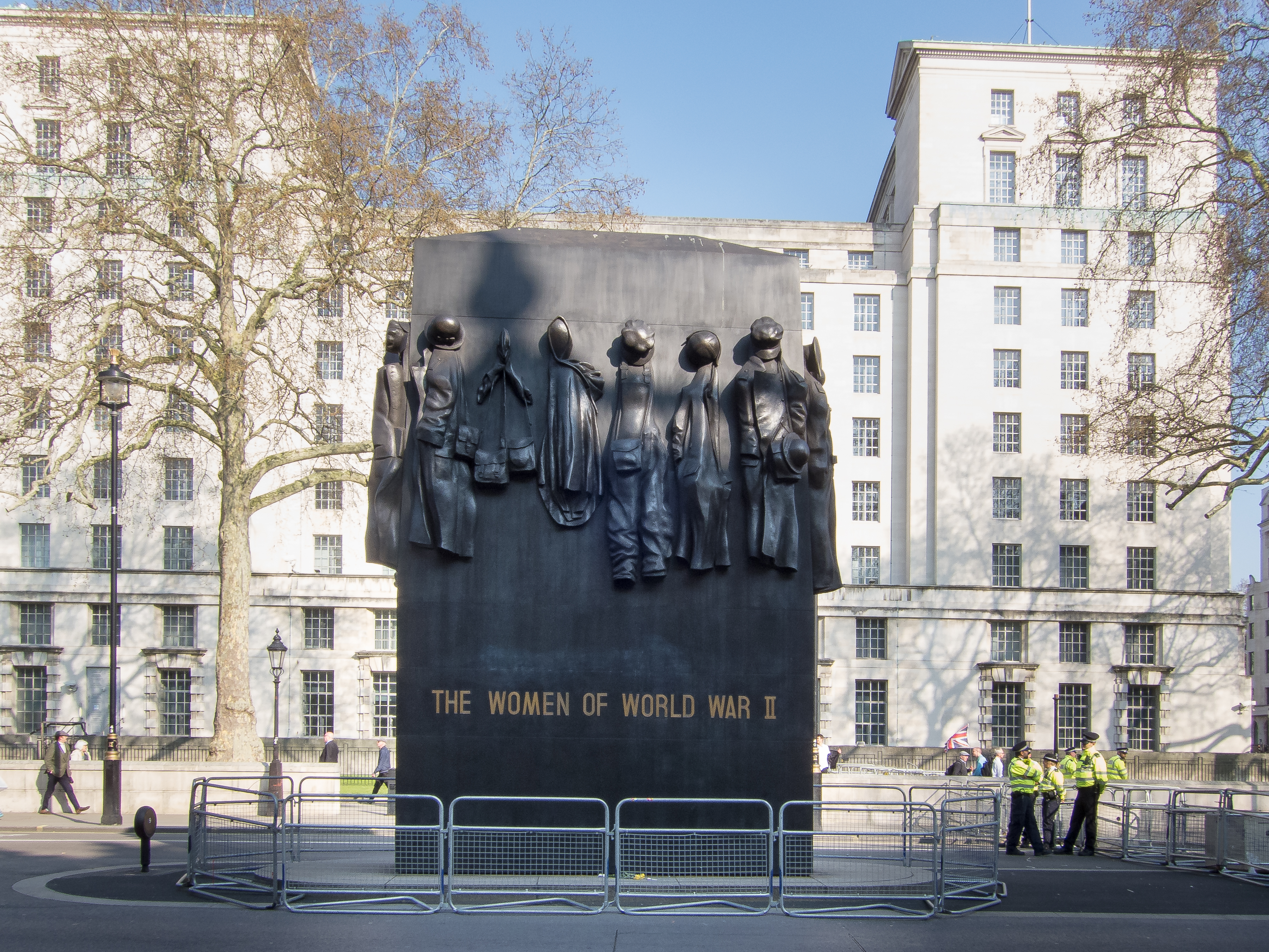
Den Frauen des 2. Weltkriegs – Denkmal vor dem Verteidigungsministerium

Whitehall ist eine Straße in London im Regierungsviertel Westminster.
Etwa zwei Drittel der Strecke von Trafalgar Square bis Parliament Square heißen Whitehall, das restliche Drittel heißt Parliament Street. Beide Straßen zusammen haben eine Länge von einer knappen Meile (ca. eineinhalb Kilometer).
Der Name stammt vom weiträumigen Palace of Whitehall, der früher dort stand und 1698 durch einen Brand größtenteils zerstört wurde. Whitehall war ursprünglich eine breite Straße, die zum Palast führte, während  Parliament Street als kleine Seitenstraße entlang des Palastes zum Parlament (engl. Houses of Parliament) führte. Nachdem der Whitehall-Palast zerstört war und seine Ruinen abgerissen worden waren, wurde die Parliament Street vergrößert, sodass sie nun dieselbe Breite wie Whitehall hat. Beide Straßen sind am Boden nicht zu unterscheiden; nur ein Schild gibt Aufschluss darüber, wo die eine Straße beginnt und die andere aufhört.
Das Banqueting House, 1622 von Inigo Jones erbaut, ist der verbliebene Rest des ehemaligen Palastes. Karl I. trat am 30. Januar 1649 aus einem Fenster aus der ersten Etage auf ein außerhalb des Gebäudes errichtetes Schafott, auf dem er exekutiert wurde. Bis heute gedenken Royalisten dieses Ereignisses regelmäßig an seinem Jahrestag.
Das Kenotaph, das wichtigste Kriegsdenkmal in Großbritannien, befindet sich in der Mitte der Straße und ist der Ort der jährlichen Gedenkfeiern am Remembrance Day.
Der zentrale Teil der Straße wird von militärischen Gebäuden beherrscht, darunter das britische Verteidigungsministerium (engl. Ministry of Defence) und die früheren Hauptquartiere der British Army (heute Horse Guards) und der Royal Navy (engl. Admiralty). Des Weiteren befindet sich auf der Straße ein Reiterdenkmal von George, 2. Duke of Cambridge, eines ehemaligen Oberbefehlshaber der britischen Armee. Der Begriff Whitehall wird daher häufig als Synonym für das Verteidigungsministerium benutzt, während mit dem Begriff Westminster Parlament und Regierung gemeint sind.
Downing Street zweigt am südwestlichen Ende von Whitehall, kurz vor Parliament Street, ab. Sie ist nicht mehr für die Öffentlichkeit zugänglich und wird an beiden Enden von zwei Sicherheitstoren, die 1989 errichtet wurden, geschützt. Am 7. Februar 1991 wurde aus einem Lieferwagen, der auf Whitehall parkte, ein terroristischer Granatenangriff auf die Downing Street No. 10 gestartet. Der Schuss verfehlte das Gebäude, es gab vier Verletzte, darunter zwei Polizisten.
Scotland Yard, das Hauptquartier der Metropolitan Police, befand sich ursprünglich am nordöstlichen Ende der Straße.

## Regierungsgebäude in Whitehall (von Norden nach Süden)
- Admiralty
- Old War Office
- Horse Guards
- Ministry of Defence
- Wales Office
- Scotland Office
- Cabinet Office
- Foreign Office
- Downing Street No. 10
- HM Treasury
- Department of Health

## Andere Gebäude in Whitehall
- Banqueting House
- Silver Cross Tavern
- Whitehall Theatre

Koordinaten: 51° 30′ 15″ N, 0° 7′ 35″ W